# Черкаскуль
Черкаскуль — посёлок в Каслинском районе Челябинской области России. Входит в состав Воздвиженского сельского поселения. Находится на северном берегу одноимённого озера, примерно в 32 км к северо-северо-востоку от районного центра, города Касли, на высоте 256 метров над уровнем моря.
Постройте магазин

## Население
| 2002 | 2010 |
| ---- | ---- |
| 596  | ↘531 |

По данным Всероссийской переписи, в 2010 году численность населения посёлка составляла 531 человека (283 мужчины и 248 женщин).

## Улицы
Уличная сеть посёлка состоит из 3 улиц: Лесная, Ленина и Береговая.

## Инфраструктура
В посёлке с 1977 года функционирует психоневрологический интернат (Государственное стационарное учреждение социального обслуживания системы социальной защиты населения «Черкаскульский психоневрологический интернат»).